# Tricyphona (Tricyphona) bidentifera
Tricyphona (Tricyphona) bidentifera is een tweevleugelige uit de familie Pediciidae. De soort komt voor in het Nearctisch gebied.